# Tony Irving
Antony Spencer "Tony" Irving, född 5 juli 1966 i Hawkshaw i Greater Manchester, är en brittisk-svensk professionell dansare och koreograf samt domare i tävlingsdansformerna tiodans, latin och disco freestyle. Han medverkar som juryordförande i TV4:s dansprogram Let's Dance sedan 2006.

## Biografi

### Bakgrund
Irving, vars egentliga tilltalsnamn är Spencer, växte upp i byn Ainsworth som äldst i en syskonskara på tre vars föräldrar är David och Yvonne Irving. Under uppväxten, som var religiöst präglad, gick Irving i kyrkskolan i byn Ainsworth och senare i det närbelägna Bury. Irving lärde sig tidigt dansa, då dansen i skolan ansågs som en del av barns allmänbildning. Genom stöttning från sin mormor, som var tävlingsdansös på 1930-talet, fortsatte han att satsa på dansen.
1993 kom Irving till Sverige för ett dansdomaruppdrag, och han hade då även tillbringat ett antal år i USA och tävlingsdansat där. Samma år blev Irving svensk mästare i dans. Han har bott i Sverige sedan 1996.

### Meriter
Irving är den ende i Sverige som har den högsta internationella danspedagog- och domarutbildningen i både standard- och latindans. Han har vidare gått domarutbildning för bugg, salsa, streetdance och disco. Irving har dömt i dansvärldsmästerskap fyra gånger och representerar Sverige i World Dance Council.

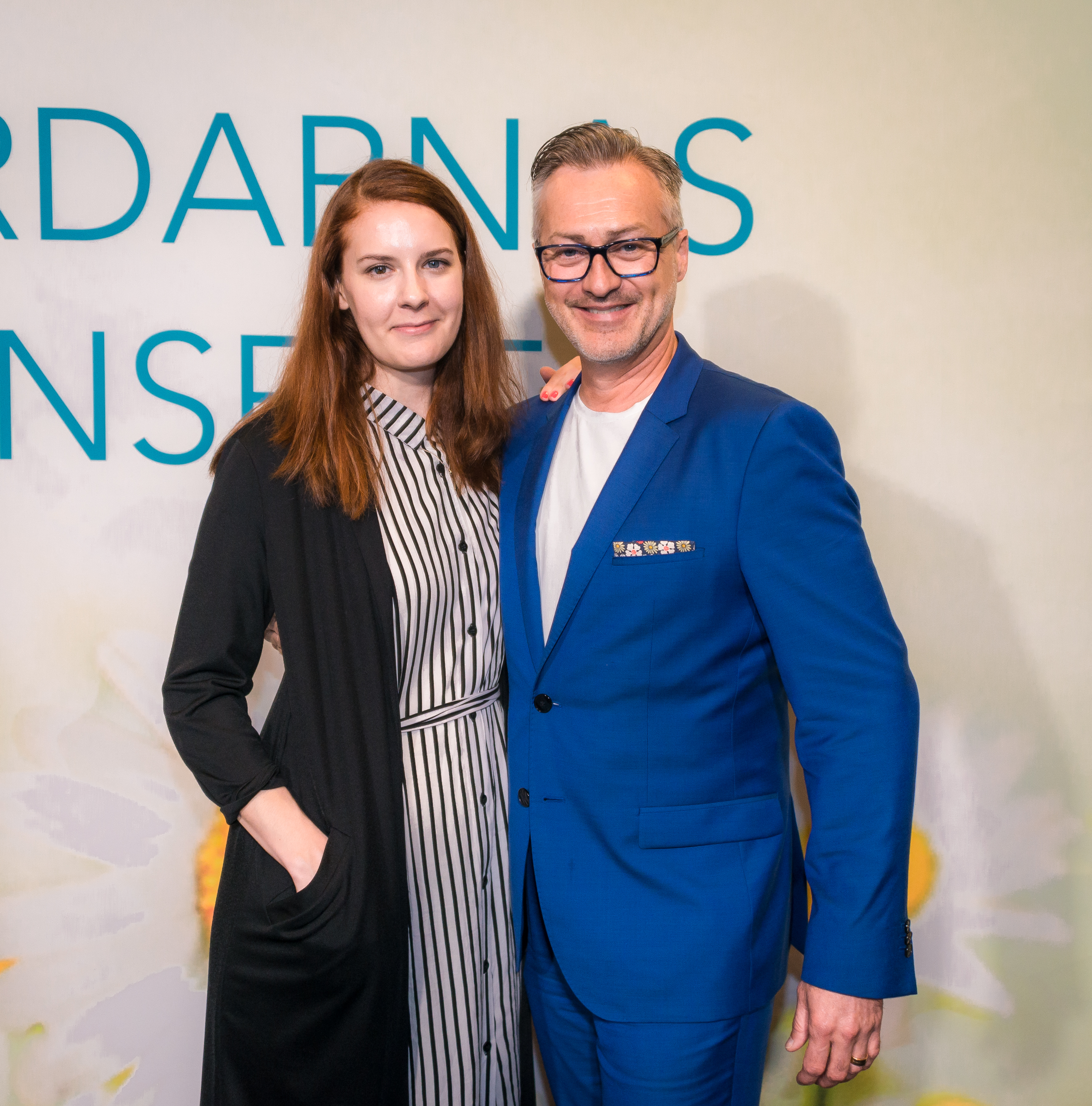
Tony Irving med sin sommar-producent Clara Åström från Sommarvärdar i P1 2019.

### TV, radio och skrivande
2005 började Irving som konsult för produktionsbolaget Mastiff, där han bland annat utarbetade den svenska versionen av Dancing with the Stars. Parallellt med arbetet som programmets koreograf, coach och rådgivare blev Irving även programmets huvuddomare i den svenska versionen Let's Dance från starten 2006.
På senare år har Irving på lördagar, tillsammans med Madeleine Kihlman, varit programledare för radioprogrammet Äntligen lördag i Mix Megapol.

### Övrigt
Vid sidan av Let's Dance har Irving skrivit böcker, deltagit som tävlande i olika tv-program (exempelvis Stjärnor på is, Doobidoo och ett flertal gånger i Fångarna på fortet) och framträtt på scen, bland annat i showen Wild Thing About Love. Han ägnar stor tid åt uppträdanden på Viking Lines fartyg (Cinderella) och på Casino Cosmopol i Stockholm. 2019 var han Sommarvärd i P1.
Irving är sedan 2015 gift med Alexander Skiöldsparr och bor i Norrtälje.

## Musikinspelningar
Nedan listas musikaliska samarbeten med olika artister.
- 2010 – "Tony vs. Tony2" tillsammans med Christian Hedlund
- 2012 – "Alla kan dansa" på Sean Banans album Sean den förste Banan
- 2016 – "Slit och släng" på Wizex album Game, set & match[13]
- 2017 - "Vackert Så" Wizex feat. Tony Irving (Inofficiell Pridelåt 2017)
- 2017 - "Kan Irving så kan jag" tillsammans med Per-Håkans.